# Cristóbal de Castillejo
Cristóbal de Castillejo (Ciudad Rodrigo, 1490 - Viena, 12 de junio de 1550), fue un poeta español  del Renacimiento que desde el humanismo cosmopolita propugnó una renovación poética basada en el octosílabo, por considerar innecesaria la importación de los metros italianos que llevaron a cabo Garcilaso de la Vega, Juan Boscán y Diego Hurtado de Mendoza.

## Biografía
A los quince años, fue llevado a la Corte de Fernando el Católico, donde sirvió como paje al archiduque Fernando I del Sacro Imperio Romano Germánico, nieto segundo del rey y hermano del emperador. En este periodo profesó como cisterciense en el Monasterio de Santa María de Valdeiglesias. Propuesto por su amigo, Martín de Salinas, embajador en España del Archiduque, en 1525 dejó su retiro para ser secretario de su antiguo señor, quien en 1526 se convertiría en rey de Hungría y al año siguiente en rey de Bohemia, y quien en 1531 accedería a la corona alemana con el título de rey de romanos como lugarteniente de su hermano imperial. 
Viajó por toda Europa, visitando con su señor Inglaterra (1532) e Italia, y parando en Roma, Milán y Venecia, estas dos últimas ciudades en las que vieron la luz por primera vez dos de sus obras más conseguidas, la Lamentación a la muerte del marqués de Pescara y el Diálogo de mujeres, respectivamente. Luego pasó por Francia, los Países Bajos y un considerable número de ciudades y localidades alemanas, donde se familiarizó con textos de humanistas germánicos y estuvo incluso, como indica Reyes Cano, en contacto directo o epistolar con importantes figuras de la cultura como los hermanos Juan y, en especial, Alfonso de Valdés, habitante de la corte de Viena, Luis Vives, Diego Hurtado de Mendoza o Erasmo de Róterdam. De ahí que no sea raro encontrar en sus textos huellas de humanistas como Ulrich von Hutten, los italianos Enea Silvio Piccolomini —secretario de la cancillería imperial germana de Federico III—, Poggio Bracciolini, Ludovico Ariosto y Pietro Aretino, del inglés Tomás Moro o el ya referido e ilustre neerlandés Erasmo de Róterdam, sobre todo en lo que toca a su obra anticortesana, el Aula de cortesanos, inspirada en la homónima Aula de Hutten y el De curialium miseriis de Piccolomini. Con el Aretino sostuvo en especial una importante correspondencia epistolar, pues no en vano coincidían en ideas y estética: los dos reaccionaban contra el idealismo petrarquista irradiado por Pietro Bembo y contra la vida cortesana, algo que también expresó el francés Joachim du Bellay en su "Contre les Pétrarquistes" (1553). Al fin se estableció en Viena, donde, aunque monje, llevó una vida disoluta con diversos amoríos y un hijo natural. Era Viena entonces un centro erasmista, y pasó por dificultades económicas, ya que malgastó todos los beneficios de las prebendas que su cargo de secretario le proporcionaba; en efecto, Martín de Salinas pidió para él al Emperador en varias ocasiones beneficios, encomiendas y pensiones que tardaban en concederse y logró una pensión en el obispado de Ávila, un beneficio eclesiástico en la colegiata austriaca de Ardegge, al que renunció pronto, y una pensión en el obispado de Córdoba. Carlos I por su parte le concedió un escudo de armas con tres ruiseñores de oro. Por fin, un año antes de su muerte recibió del Archiduque una pensión de doscientos florines, que no llegó a cobrar en su totalidad. Se enamoró de una joven dama alemana, Ana de Schaumburg, quien lo dejó por un noble  bohemio, si bien anduvo al parecer también tras una tal Ana de Aragón; perdió al cabo las esperanzas de regresar alguna vez a España, como cuenta evocando un famoso romance: "Tiempo es ya, Castillejo, / tiempo es de andar aquí". Desengañado, se retiró a un convento vienés donde murió. Está enterrado en Wiener Neustadt, cerca de la ciudad.

## Obra

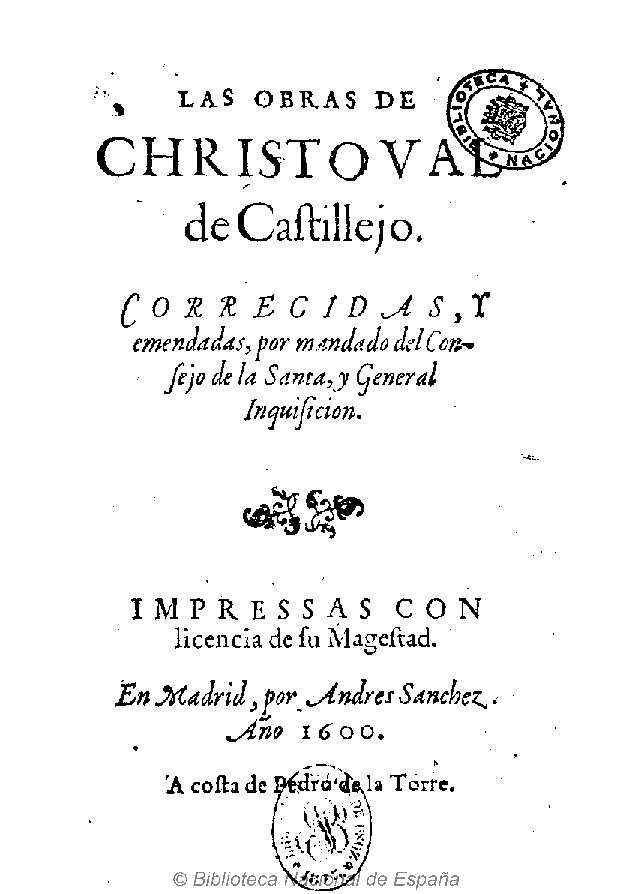
Las obras de Christoval de Castillejo, 1600.

Si bien es un poeta que pertenece a la lírica cancioneril del siglo XV y escribe en arte menor predominantemente octosílabo simple o combinado en pies quebrados, aunque alguna vez lo hace en dodecasílabos, su espíritu y temática es plenamente renacentista, como lo son también sus géneros (fue un asiduo cultivador del diálogo), y se aparta del usual conceptismo cancioneril persiguiendo una mayor claridad en la expresión, en consonancia con lo preconizado por Juan de Valdés; se burla de los tópicos cancioneriles e incluso escribe que cuando el propio Juan Boscán los cultivaba los consideraba un arte acabado: "Los requiebros y primores / ¿quién los niega, de Boscán, / y aquel estilo galán / con que cuenta sus amores? / Mas trovada / una copla muy penada, / él mesmo confesará / que no sabe dónde va / ni se funda sobre nada”. Solamente escribió una composición contra la nueva estética italianizante: Contra los que dexan los metros castellanos y siguen los italianos, que incluye algunos sonetos en endecasílabos de carácter burlesco, no obstante, como "Garcilaso y Boscán siendo llegados". En ella lamenta el nuevo ritmo que imponía la estética del Petrarquismo ("Bien se pueden castigar / a cuenta de anabaptistas, / pues por ley particular / se tornan a baptizar / y se llaman petrarquistas") y su nuevo lenguaje lleno de metáforas, antítesis y perífrasis y sutilezas o conceptos de amor que imponía, o sea, rodeos que eludían el nombre cotidiano de las cosas:
Nuestra lengua es muy devota / de la clara brevedad / y esta trova, a la verdad, / por el contrario, denota / oscura prolijidad.
No deja de señalar como buen poeta que era sin embargo, la belleza conseguida por este "nuevo trovar" y "algarabía de allende", y así dice a las Musas italianas y latinas "¿Cómo habéis venido a nuestra España / tan nuevas y hermosas clavellinas?". Pero, por ejemplo, le molesta el verso suelto ("usan ya de cierta prosa / medida sin consonantes") y señala la razón que movía a los más de los petrarquistas: la falta de un verso largo flexible y digno para tratar temas mayores:
Y qu'el metro castellano / no tenía autoridad / de decir con majestad / lo que se dice en toscano / con mayor felicidad.
Pero Castillejo era en realidad un convencido renacentista que intentaba revitalizar la tradición castellana de la poesía octosílaba, de cuya lengua se enorgullecía con legítimo nacionalismo, comparando el imperio de España con el de Roma, como hizo Antonio de Nebrija:
Ya que España reina y tiene conversación en tantas partes, no solamente del mundo savido antes, pero fuera dél, qu’es en las Indias, y tan anchamente se platica y enseña ya la lengua española según antes la latina, a propósito es entendella y adornalla por todas vías, como se aze de algunos años acá, y como hizieron romanos a la suya después que començaron a comunicar a Grecia y las otras tierras estrañas fuera de Italia
A Castillejo no le preocupaba tanto el éxito de la revolución poética italianizante, a cuya virtualidad no podía ser insensible un hombre culto y cosmopolita
como él, sino la posibilidad de que ello significase, en el plano lingüístico y en el literario, una pérdida del prestigio de la lengua castellana, y así hace decir a su experimentado Prudencio en el "Aula" que los "cortesanos peregrinos", "acabado / el tiempo determinado / de la corte do estuvieron, / se vuelven a lo pasado”.
Reunió toda su obra en tres grupos: Obras de amores, Obras de conversación y pasatiempo y Obras morales y de devoción. En el primer grupo la mayoría de las composiciones se dedican al amor platónico de Castillejo, la dama Ana de Schaumburg, pero también a una tal Ana de Aragón y otras damas. Hizo traducciones de Ovidio (su famosa Fábula de Polifemo traduce y amplifica un episodio de las Metamorfosis de aquel) y compuso un celebérrimo Sermón de amores, publicado en 1542, que le dio fama de escritor picante y no muy limpio. Se trata de una obra de ambientación celestinesca, con huellas de Giovanni Boccaccio y los dos arciprestes, Juan Ruiz y Alfonso Martínez de Toledo, y traza  cuadros nada edificantes de la vida conventual (es de notar que conocía la materia de la que hablaba); además tradujo en prosa dos diálogos de Cicerón: De senectute y De amicitia y escribió además una Carta en latín y romance; estas obras pueden leerse en la edición moderna de Rogelio Reyes Cano para la Biblioteca Castro, en el primer volumen. Por otra parte, tradujo en verso varios episodios de las Metamorfosis de Publio Ovidio Nasón (el "Canto de Polifemo", la "Fábula de Acteón" y la "Historia de Píramo y Tisbe"), y se le atribuye también una traducción de los Amores de este mismo poeta romano, publicada en 1598.
Entre las Obras de conversación destacan los diálogos en verso, por ejemplo el Diálogo que habla de las condiciones de las mujeres 1546, misógino, o el Diálogo entre el autor y su pluma.
En el tercer grupo se incluyen más diálogos: Diálogo entre la memoria y el olvido, Diálogo entre la verdad y la lisonja y el Diálogo y discurso de la vida en corte, quizá su obra más personal. Sus obras fueron leídas en todo tiempo: mereció los elogios de Luis Gálvez de Montalvo en su El pastor de Fílida y de Lope de Vega en La Dorotea, donde dice de él que "aún viven sus obras" y que "no fue indigno de fama entre los antiguos".
Sus obras completas no se editaron hasta 1573 en Madrid y fueron expurgadas por la Inquisición, por ejemplo del "Sermón de amores". Escribió además algunas obras dramáticas que se perdieron, aunque en la Biblioteca Estense Universitaria de Módena (Italia) se encontró no hace muchos años una copia manuscrita de la Farsa de la Constanza, editada por Blanca Periñán y Rogelio Reyes Cano  en 2012.

## Ediciones
Las obras completas de Castillejo fueron publicadas póstumas: la ya citada y expurgada Las obras de Christoual de Castillejo, corregidas y emendadas por mandado de la Santa, y General Inquisición, Madrid, Pierres Cosin, imp. de J. López de Velasco, 1573. Pero antes y en vida suya ya se habían publicado sueltas las más conocidas: el Sermón de amores en 1542, sin lugar de impresión, acaso Venecia. Estas obras se reimprimieron muchas veces, no pocas de ellas expurgadas por la censura inquisitorial. En 1544 se imprimió la primera edición del Diálogo de mujeres en Venecia. Ya en el siglo XVII se hicieron ediciones sueltas del Diálogo entre la verdad y la lisonja (Alcalá, 1614) y la Historia de Píramo y Tisbe (Alcalá, 1615). A fines del siglo XVIII el crítico neoclásico Pedro Estala editó muchas de sus obras en Madrid, Imprenta Real, 1792. Existe además un voluminoso corpus epistolar entre Martín de Salinas, embajador del Infante don Fernando, y el poeta, editado modernamente. Aparte de su aparición en distintas antologías, la primera edición moderna, que recoge además su abundante obra dispersa en cancioneros manuscritos, es la de Jesús Domínguez Bordona de todas las Obras poéticas completas del autor en cuatro volúmenes, Madrid, Espasa-Calpe, 1958. Moderna es la de la Obra completa por Rogelio Reyes Cano, Madrid, Turner, 1998.